# Portrait de Lady Colin Campbell, née Gertrude Elisabeth Blood
Le Portrait de Lady Colin Campbell, née Gertrude Elisabeth Blood est une peinture à l'huile sur toile de Giovanni Boldini, peintre italien installé à Paris ; réalisée vers 1894, elle est conservée à la National Portrait Gallery de Londres depuis 1912, marquant l'entrée au musée des œuvres d'artistes vivants.

## Contexte
Avec un coup de pinceau électrisant qui transmet beauté et « Joie de vivre », Boldini incarne Gertrude Elizabeth Blood, autrement connue sous le nom de Lady Colin Campbell, une aristocrate irlandaise mariée à Colin Campbell, comte d'Argyll : leur union est toutefois une union très malheureuse, scellée par les libertinages continus de Colin, un visiteur fréquent des maisons de prostitution londoniennes. Lorsque la belle et inconsciente Élisabeth subit la honte de la syphilis, contractée à la suite d'un rapport sexuel avec son mari infidèle, elle accuse ce dernier d'adultère et demande aussitôt le divorce, se sentant outragée de corps et d'esprit. Le procès n'aboutit pas favorablement pour la malheureuse lady, qui doit attendre la mort de son époux pour guérir son âme blessée. L'abandon du toit conjugal est une source d'inspiration première et décisive pour Elizabeth, qui peut ainsi cultiver ses compétences littéraires et journalistiques, notamment par sa poésie.
Le 16 mai 1912, le tableau entre à la National Gallery de Londres grâce à un don, au grand mécontentement du public selon Daily Telegraph du fait de l'identité du modèle. 

## Analyse
Dans la figure fascinante de Colin Campbell, qui avec sa demande de divorce dénonce courageusement l'hypocrisie et la duplicité de la société victorienne, Boldini identifie le prototype de l'émancipation féminine en plein et rapide développement. Dans l'œuvre, la lady offre à l'observateur un regard décomplexé, déterminé, clair et dérangeant à la fois, se présentant comme l'interprète d'une féminité retrouvée et exubérante, non plus inhibée par les mystifications bourgeoises, mais libre de suivre sa nature la plus authentique. Son teint est candide, laiteux, presque nacré, d'un blanc que seule une aristocrate comme elle pouvait conserver, à l'abri de la lumière à l'intérieur de somptueux édifices : son confort est aussi confirmé par l'élégance de la robe, très noire et virevoltante, ornée d'un délicat bouquet de roses au décolleté généreux. La femme est représentée assise de face, une main posée sur le dos d'une « dormeuse » qui soutient la tête et l'autre nonchalamment posée le long du corps, pose qui deviendra typique de répertoire boldinien.
Boldini voit en Gertrude Elisabeth la personnification même de la femme fatale et émancipée, libre de suivre sa nature la plus authentique. Il la représente de face, assise, vêtue d'une magnifique robe noire qui met en valeur sa taille très fine et son teint pâle. La jeune femme regarde le spectateur avec un air de défi, presque intimidant. Le cadrage réduit au maximum le rapport de la figure avec son environnement et les objets alentour. 
Comme dans presque tous les portraits de Boldini, l'impression qui en résulte est celle d'un dynamisme électrisant, également obtenu avec l'utilisation d'une texture picturale impalpable, vaporeuse, presque aérienne, avec le tissu luministe de la robe noire, traversé par une fantasmagorie de reflets. Le corps d'Elizabeth, façonné par une lumière brute et opulente, semble presque transfiguré dans une dimension classique intemporelle. La couleur est plutôt déposée sur la surface picturale par des coups de pinceau rapides et vibrants, qui en plus de délimiter la physionomie de la femme, légèrement décentrée à gauche, contribuent à la rehausser d'un fond léger et délicat.